# Francesco Borgongini Duca

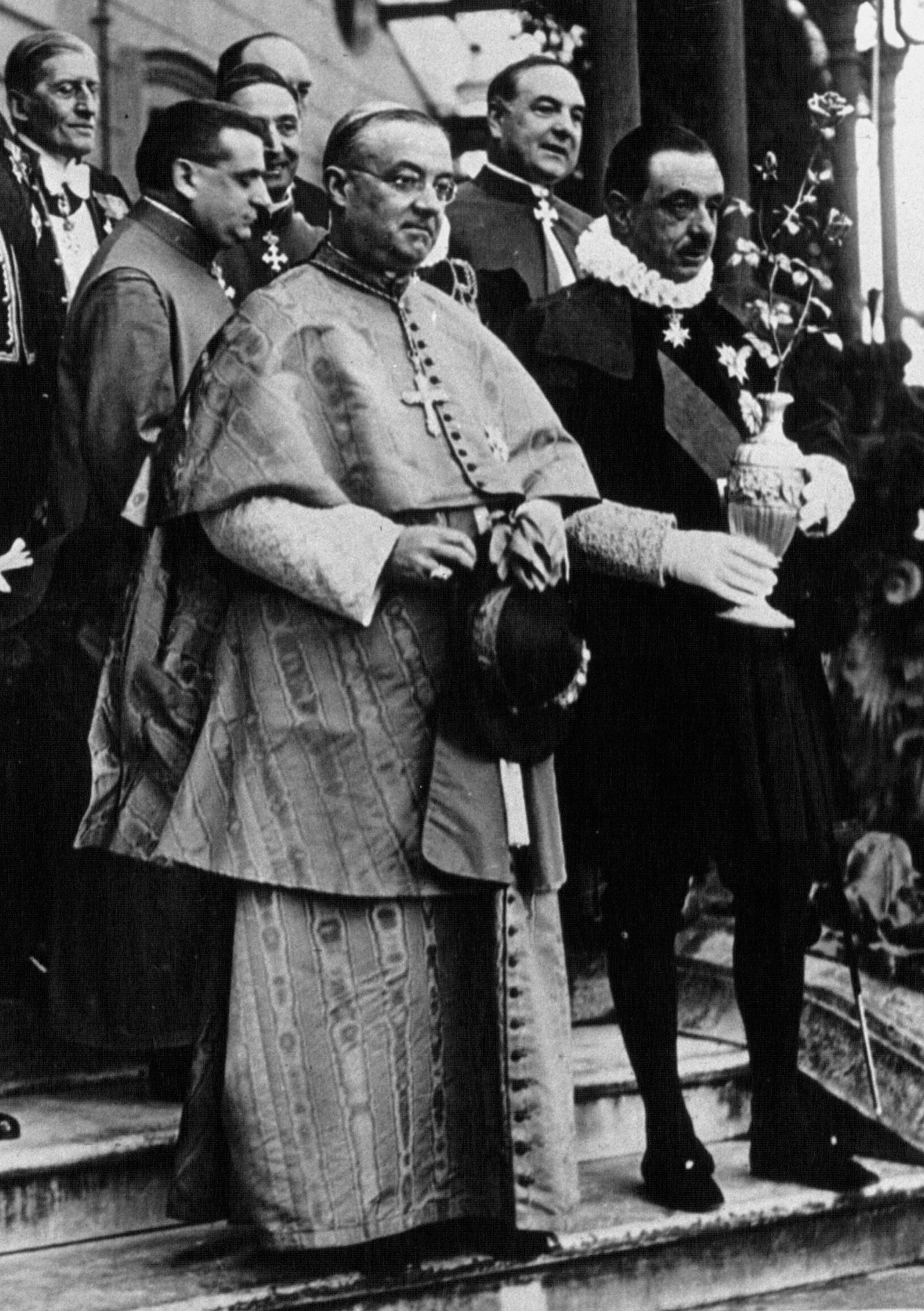
Erzbischof Francesco Borgongini Duca als Nuntius in Italien (vorne links) (1937)

Kardinalswappen

Francesco Kardinal Borgongini Duca (* 26. Februar 1884 in Rom, Italien; † 4. Oktober 1954 ebenda) war ein Kardinal der römisch-katholischen Kirche.

## Leben
Duca Borgongini studierte am Päpstlichen Römischen Priesterseminar in Rom die Fächer Katholische Theologie und Philosophie und empfing am 22. Dezember 1906 das Sakrament der Priesterweihe. Von 1907 bis 1909 unterrichtete er an der Päpstlichen Universität Urbaniana und am Päpstlichen Römischen Priesterseminar. Anschließend arbeitete er bis 1917 als Offizial, ehe er 1917 Pro-Sekretär und 1922 Sekretär der Kurie für Fragen außerordentlicher kirchlicher Angelegenheiten wurde. Ab 1927 war er Apostolischer Protonotar.
1929 ernannte ihn Papst Pius XI. zum Titularerzbischof von Heraclea in Europa und zum Apostolischen Nuntius in Italien, ein Amt, das er bis zu seiner Erhebung ins Kardinalat 1953 ausübte. 1934 wurde er zudem zum päpstlichen Verwalter der Basilika vom Heiligen Haus in Loreto ernannt. Papst Pius XII. nahm Duca Borgongini im Konsistorium vom 12. Januar 1953 in das Kardinalskollegium auf und übertrug ihm als Kardinalpriester die Titelkirche Santa Maria in Vallicella.
Er starb am 4. Oktober 1954 in Rom und wurde in der Kirche San Salvatore in Ossibus beigesetzt.